# Marwan al-Shehhi
Marwan Yousef al-Shehhi (arab. ‏مروان الشحي‎, transliteracja: Marwan Jusuf asz-Szihhi; ur. 9 maja 1978 w emiracie Ras al-Chajma, zm. 11 września 2001 w Nowym Jorku) – terrorysta, zamachowiec samobójca, pilot i jeden z pięciu porywaczy samolotu linii United Airlines (lot 175), który jako drugi rozbił się o jedną z wież World Trade Center (wieżę południową), w czasie zamachów z 11 września 2001 roku.
Pochodził ze Zjednoczonych Emiratów Arabskich, od 1996 roku studiował w Niemczech.